# もっと脳を鍛える大人のDSトレーニング
『もっと脳を鍛える大人のDSトレーニング』（もっとのうをきたえるおとなのディーエストレーニング）は、2005年12月29日に任天堂から発売されたニンテンドーDS用ソフト。一般には「もっと脳トレ」などの略称が用いられる事が多い。2007年8月20日にはアメリカ、2007年6月29日にはヨーロッパでそれぞれ発売された。
正式名称は『東北大学未来科学技術共同研究センター 川島隆太教授監修 もっと脳を鍛える大人のDSトレーニング』（とうほくだいがく みらいかがくぎじゅつきょうどうけんきゅうセンター かわしまりゅうたきょうじゅかんしゅう もっとのうをきたえるおとなのディーエストレーニング、英: Brain Age 2: More Training in Minutes a Day! More Brain Training from Dr. Kawashima: How Old Is Your Brain?）。

## 概要
「Touch! Generationsシリーズ」において、300万本を超える記録的セールスを達成した前作『脳を鍛える大人のDSトレーニング』の続編として、2005年12月29日に発売された。
トレーニングや脳年齢チェックのテストの内容は前作から総入れ替えされており、前作には無かった漢字に関する問題や記憶力と計算をミックスしたトレーニング、正確さとタイミングの両方が求められるトレーニングなど、より対用的な内容に仕上がっている。また、オープニング画面で「梅干・梅干」、「パクチー・パクチー」、「教授」、「川島」などと川島隆太教授の顔にマイクで語りかけると表情が変化するなどのおまけ要素も増えている。
販売本数は半年で200万本を突破、2010年現在では500万本以上の販売本数を達成しており、ニンテンドーDSを代表するキラーソフトの一つとなっている。なお、この販売本数記録はニンテンドーDSの国内ゲーム市場において『New スーパーマリオブラザーズ』『おいでよ どうぶつの森』に次いで3位の記録となる。

## 作品内容
トレーニングの基本的な評価方法や階級などは前作と同じ。

### 毎日トレーニング
これも前作同様、各トレーニングは毎日のプレイの内、初回のみが記録される。1日に1つでもトレーニングをすると、カレンダーにハンコを押すことができる。最初にできるトレーニングは「漢字書取」、「算術記号」、「名曲演奏」の3つだが、ハンコがいくつか溜まると、新しくプレイできるトレーニングが増えたり、難しい問題に挑戦できるようになる。なお、トレーニング以外にも、ハンコのデザイン変更できたり、教授語録を見ることができる。365日分の記録が保存できる。 
「漢字書取」・「四字熟語」・「英単書取」の3種目は11問構成（最後の1問は難問）となっており、間違えた問題がある場合は再試験が可能となっている。本作に収録されている問題が全て出題された場合、以降は再試験のみとなる。
漢字書取
問題の傍線で示された部分を漢字で記入する。
算術記号
前作に収録された「計算20」の変則バージョン。等式が成立するよう、□に+-×÷のいずれかの四則の記号を記入する。
例：2□5=7→この場合の答えは+。
難易度「難しい」の場合、□が2・3個ある複雑な計算式の問題も出される。
名曲演奏
画面に表示される楽譜通りに、鍵盤をタッチして演奏する。
条件を満たすと、その日の課題曲をプレイした後に過去に挑戦した事のある曲を自由にプレイできるようになる（ただし、スコアは記録されない）。
難易度「普通」では正しい鍵盤を押すまで曲が進まないが、難易度「難しい」の場合は曲がストップせずに続くため鍵盤を押すタイミングも重要となり、音楽ゲームの要素が強くなる。
収録曲

漢字合成
画面に回転して表示されるいくつかの漢字のパーツを組み合わせてできる漢字を記入する。
例：「木」「九」「十」→「枠」。
聖徳太子
同時に再生される“かな”3文字の単語を聞き取り、記入する。5回まで聞き直しが可能で、ヒントとして徐々に単語が開かれていく（それでも分からなければ、パスが出来る）。
記憶加算
足し算を行い、答えを記入する。ただし、問題の数字の一部が塗り潰され次の問題に持ち越されるため、数字を記憶しながら行わなければならない。
例：■は塗りつぶされた数字、斜字は実際に記入する答え。
難易度「普通」の場合
3
■+6=9
8+■=14
■+3=11
これをくり返してゆく
音読差分
まず、画面に表示される文を音読する。その後、その文の一部が漢字から“かな”、または“かな”から漢字へ変わった文が表示されるので、変化した部分を漢字で記入する。
日付計算
日付、曜日を使用した問題が出題される。
四字熟語
一字欠けた四字熟語の欠けている漢字を記入する。
釣銭渡し
代金と渡されたお金が表示される。釣り銭を計算し、硬貨をタッチして回答する。
高さ覚え
いくつかブロック（連結していることもある）が落ちてくる。最上段は何段目かを記入する。後半になると隙間ができるが、その場合はそれも含める。
順位数え
画面上で競走が行われる。濃い黒色で示された人が何位だったかを、追い抜いた数や追い越された数から求め記入する。後半になると高速で何人も連続して抜かれては追い抜きの繰り返しになる。
時計判断
表示されたデジタル時計やアナログ時計の指している時刻を記入する。回転・反転している場合もある。
英単書取
表示された日本語の説明に対応する英単語を記入する。
細菌撲滅
脳をリラックスさせるために用意されている、『Dr.マリオ』をアレンジしたパズルゲーム。操作はタッチペンで行う。落下中のカプセルを移動するには、タッチしたままスライドし、回転するには軽くタッチして離す。また、カプセルを消したことによって他のカプセルが落下してくる場合があるが、接地するまではこれらのカプセルも操作ができるようになっているため、意図的に連鎖を起こしやすい。難易度が上がると2・3個のカプセルが同時に落ちてきたり、操作中のカプセルの着地を待たずに次のカプセルが落ちてくるようになる。ビンの中の細菌を全て消せば撲滅完了（ステージクリア）となり、カプセルが上まで詰まると撲滅失敗（ゲームオーバー）となる。

### 脳年齢チェック
以下のチェック項目のうちランダムに3つが出題され、自分の脳年齢を診断することができる。隠しコマンドを入力する事によって、任意のテストを3つ選んでチェックする事が出来る。
稀に、好成績にもかかわらず脳年齢が70歳代以上という結果が出されてしまうフェイント演出が発生する事がある。
後出勝負
表示されたじゃんけんの手に勝てる手または負ける手を、音声で答える。勝てる手・負ける手のどちらを回答するかは、画面で指示される。
連続減算
最初に2桁の数字と1桁の引く数が与えられ、次々に1桁の引く数を引いたものを答えていく。例えば、65から連続して7を引くように指示が出たら、58、51、44、……2と記入していく。
ただし、前の数字は答えを記入すると塗りつぶされて見えなくなるため、記憶しつつ計算しなければならない。
漢字記憶
画面に表示される36個の漢字を2分間で記憶し、その後3分間で記入する。
符号変換
画面上には数字とそれに対応する符号の表が示される。それに従い、表示された数字に対応する記号を記入していく。
記憶加算
毎日トレーニングの記憶加算と同じ。
5×5記憶
1から25の数字が5x5の形で不規則に並んでいる。どの数字がどの場所にあったか2分間で記憶し、覚えた場所をタッチし、その場所の数字を2分間で解答する。
最高数字
画面上に表示された数字のうち、値が最も大きい（数字の書かれている大きさではない）ものを選んでタッチする。
例：9 3 6 この場合は、左側の「9」が正解

### クイズ
トレーニングを始める前に、川島教授から唐突に出題される場合がある。
筆跡診断
筆跡から性格診断を行う。
ここで一句
未完成の川柳が与えられるので、書き加えて句を完成させる。
オヤジギャグ
テーマにそったギャグ・ダジャレを考えて記入する。
点つなぎ
散らばった点を自由につなぎ、絵を完成させる。
新お絵かきクイズ
ひとりがお題の絵を描き、他の人はそれを見て何を描いたかを当てる。

### お手軽版
お手軽トレーニング
個人データの登録なしに、トレーニングを体験する事が出来る。種目は「漢字合成」。
お手軽脳年齢チェック
個人データの登録なしに、20歳代〜80歳代まで10代単位での大まかなチェックができる。種目は「後出勝負」。
筆跡診断
個人データの登録なしに、「筆跡診断」を体験できる。

### 通信機能
お手軽版配布
上記のお手軽版を配布出来る。
対戦トレーニング
「お絵かき」、「漢字合成」、「5×5記憶」、「釣銭渡し」の4種目で対戦出来る。最大16人で対戦可能。なお、「お絵かき」は3人以上でないと選択出来ない。